# Константин Луткић
Константин Коста Луткић (Сомбор, 16. јул 1899 — Сомбор, 20. март 1991) је био добровољац из Војводине у Шпанском грађанском рату.

## Биографија
По занимању обућар. У Будимпешту одлази на рад 1915. године. Тамо ступио у Струковни синдикат обућарских радника. У марту 1917. године регрутован у аустроугарску војску, из које дезертира. Крај Првог светског рата дочекао у војном затвору у Сомбору. Током кратког постојања Мађарске Совјетске републике (март-август 1919.) био у редовима мађарске Црвене армије. Након тога се враћа у Југославију, али је стално прогањан и хапшен.
Године 1923. одлази у Аргентину, а 1928. прелази у Уругвај. Тамо се придружује Комунистичкој партији, и постаје секретар југословенске ћелије КП Уругваја. У Европу се вратио 1937. године. У Шпанију стиже 27. априла 1938, и распоређен је у батаљон Дивизионарио 45. дивизије. За држање на фронту похваљен и произведен у чин наредника. Током боравка у Шпанији постао члан КП Шпаније. Након евакуације Шпанске републиканске армије у Француску 1939. био у логорима Сан Сиприен и Гирс. Од 1940. борави у Сједињеним Америчким Државама, а потом у Уругвају. Тамо основао удружење Слободна Југославија  (1941) за помоћ народима Југославије који се боре против фашизма. На позив КПЈ вратио се у Југославију 1948. Био запослен у Покрајинској Дирекцији за текстил и кожу АП Војводине у Новом Саду.
Умро у Сомбору 20. марта 1991.